# Metilacetilen
Metilacetilen (propin) je alkin sa hemijskom formulom . On je komponenta MAPP gasa, zajedno sa njegovim izomerom propadienom (alenom), koji je korišten za gasno zavarivanje. Za razliku od acetilena, metilacetilen se može bezbedno kondenzovati.

## Produkcija i ravnoteža sa propadienom
Metil acetilen postoji u ravnoteži sa propadienom, smeša metilacetilena i propadiena se naziva MAPD:
, 
MAPD se proizvodi kao nusproizvod, čestno nepoželjan, pri krekovanju propana da bi se formirao propen, koji je važna sirovina u hemijskoj industriji. MAPD ometa katalitičku polimerizaciju propena.

## Spoljašnje veze
- [мртва веза]